# Uruguay en los Juegos Paralímpicos de Río de Janeiro 2016
Uruguay estuvo representado en los Juegos Paralímpicos de Río de Janeiro 2016 por cuatro deportistas, tres hombres y una mujer. El equipo paralímpico uruguayo no obtuvo ninguna medalla en estos Juegos.